# Famoudou Konaté

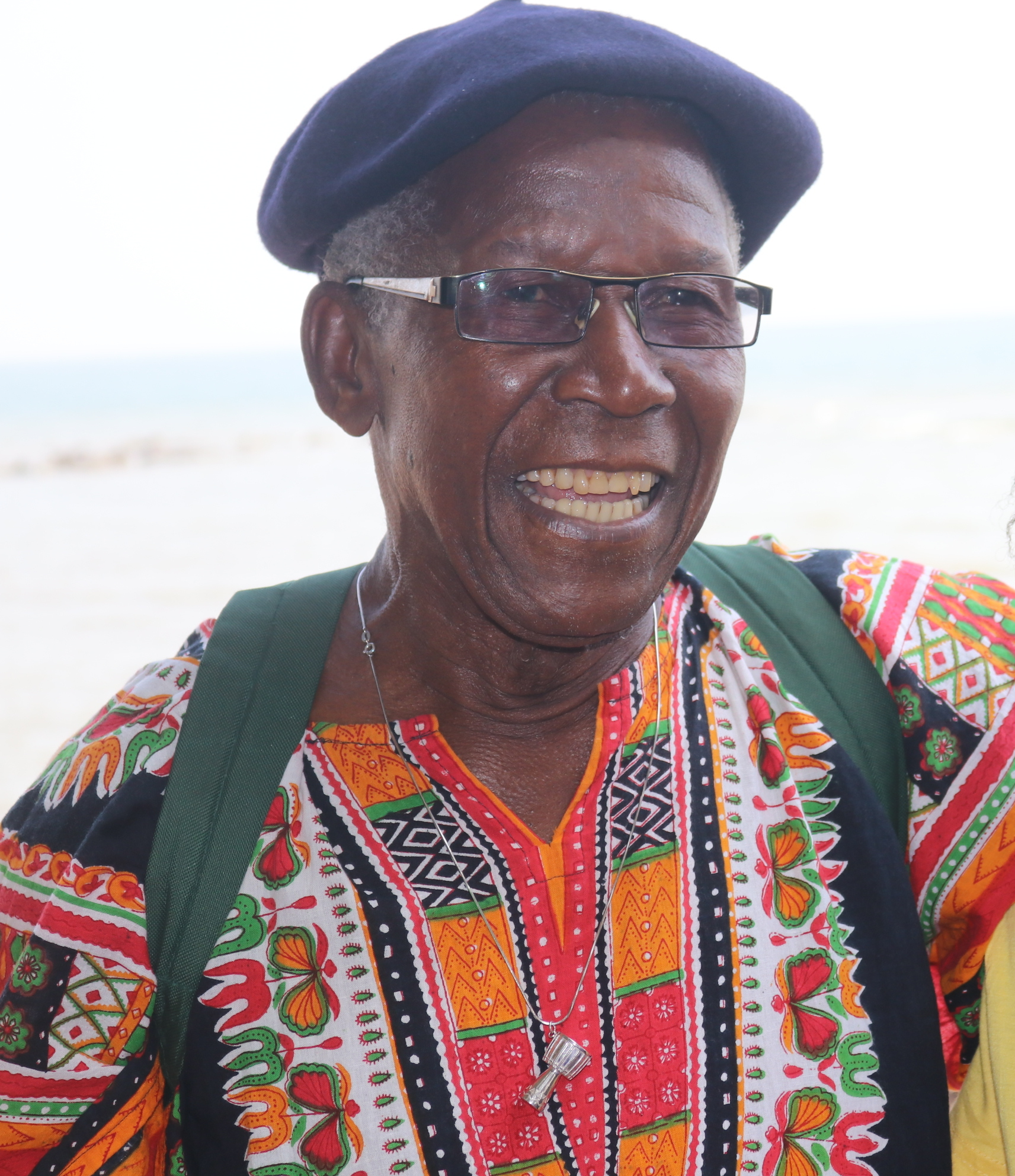
Famoudou Konaté, 2019

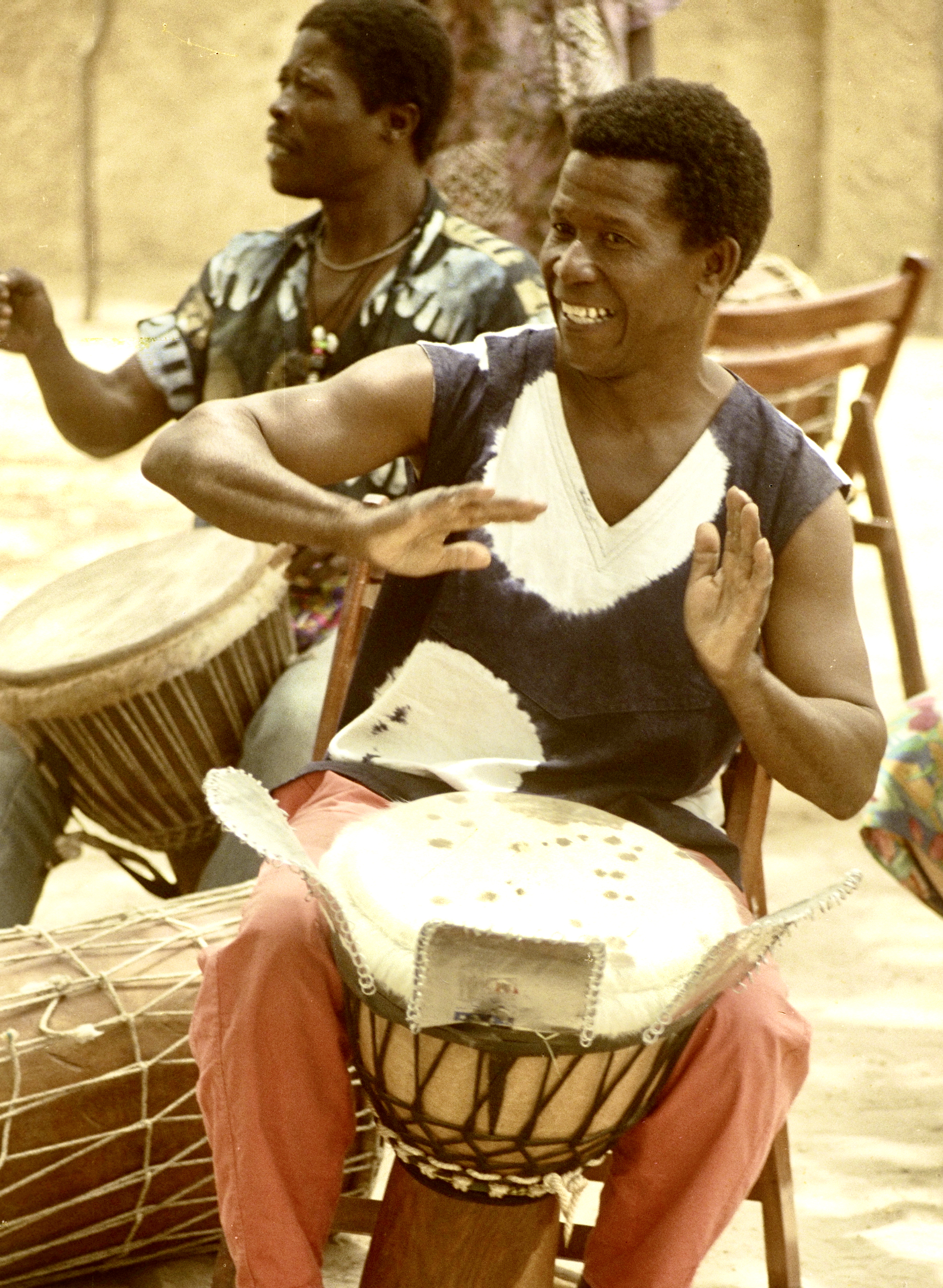
Famoudou Konaté in Gambia 1995

Famoudou Konaté (* 1940 in Sangbaralla, Präfektur Kouroussa) ist ein Djembéspieler aus Guinea.
Konaté entstammt dem Volk der Malinké. Er spielte bereits als Achtjähriger die Bechertrommel Djembé bei Festen in seiner Heimatregion. Von 1959 bis 1985 war er erster Djembé-Solist des weltweit konzertierenden staatlichen Ensembles Les Ballets Africains de la République de Guinée.
Seit 1986 unterrichtete und konzertierte Konaté in Westafrika, Europa, Japan, China, Taiwan, Israel, Nordamerika und Brasilien und gab seine Kenntnis der traditionellen Rhythmen und Tänze seiner Heimat weiter. 1991 entstand für die Abteilung Musikethnologie des Berliner Museums für Völkerkunde eine Dokumentation seiner Musik auf der CD Rhythmen der Malinké. 1996 wurde er Honorarprofessor für Didaktik afrikanischer Musikpraxis an der Hochschule der Künste Berlin (heute Universität der Künste). Auf seinen seither erschienenen CDs veröffentlichte Konaté eine große Zahl von Rhythmen und Liedern seiner Herkunftskultur in exemplarischen Einspielungen.
Famoudou Konaté ist der Vater des in Mannheim lebenden Perkussionisten Billy Konaté.

## Diskographie
- Rhythmen der Malinké, 1991 (Museum Collection Berlin CD 18, Abteilung Musikethnologie Museum für Völkerkunde Berlin)
- Guinée: Percussions et Chants Malinké, 1998 (Musique du Monde, Buda Musique)
- Hamana Föli Kan, 2001 (Buda Musique)
- Guinée: Percussions et Chants Malinké – Volume 2, 2003 (Musique die Monde, Buda Musique)
- Hamana Mandenkönö, 2004 (TARIKUmusique Famoudou Konaté)
- Hamana Namun, 2008 (TARIKUmusique Famoudou Konaté CD TAR 02)
- Hamana Kundö, 2012 (TARIKumusique Famoudou Konaté CD TAR 03)
- Koria Den, 2016 (Billy Konaté)